# Krajowy Związek Rewizyjny Spółdzielni Spożywców „Społem”

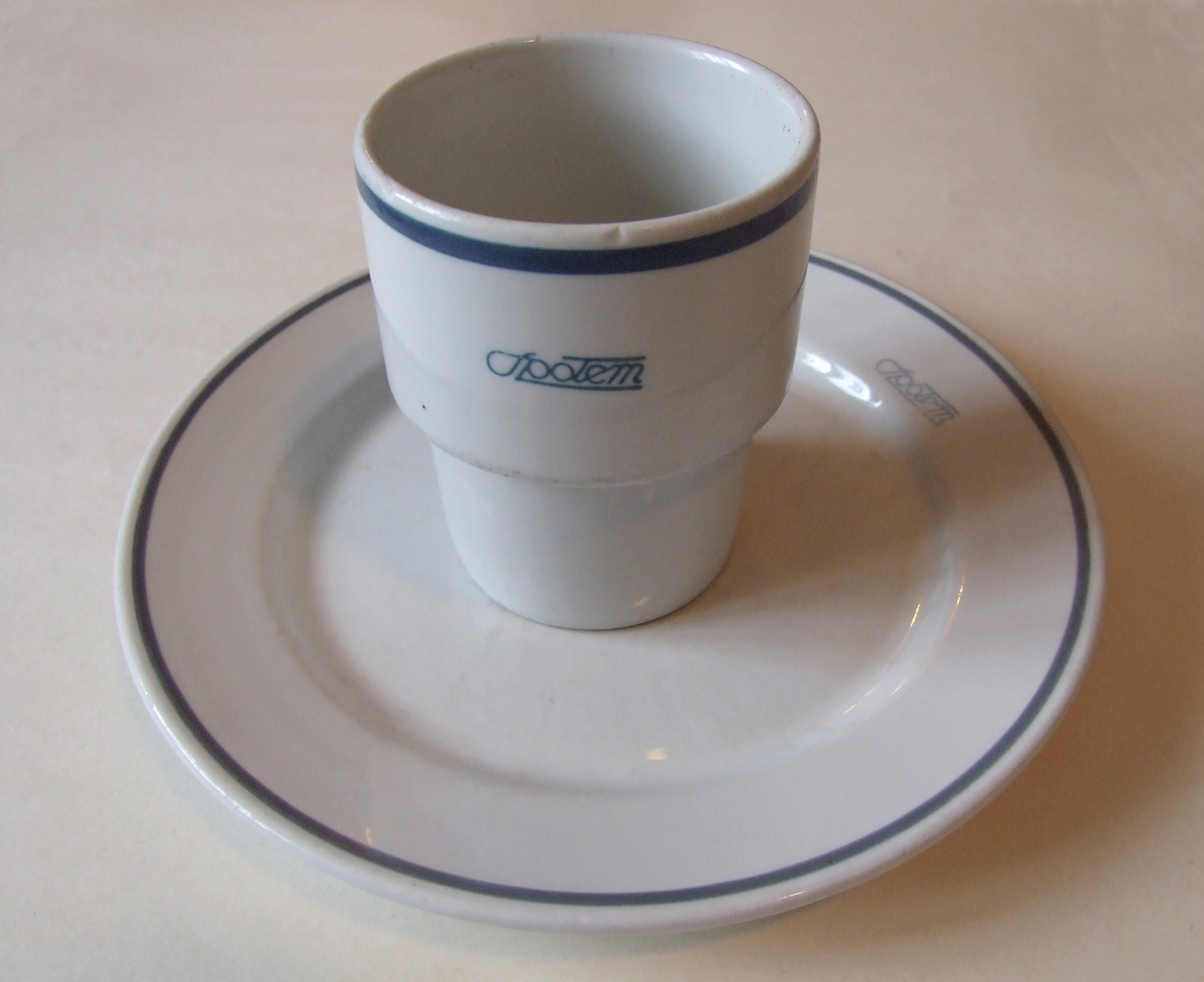
Porcelitowa zastawa stołowa „Społem” z wczesnych lat 80 XX w.

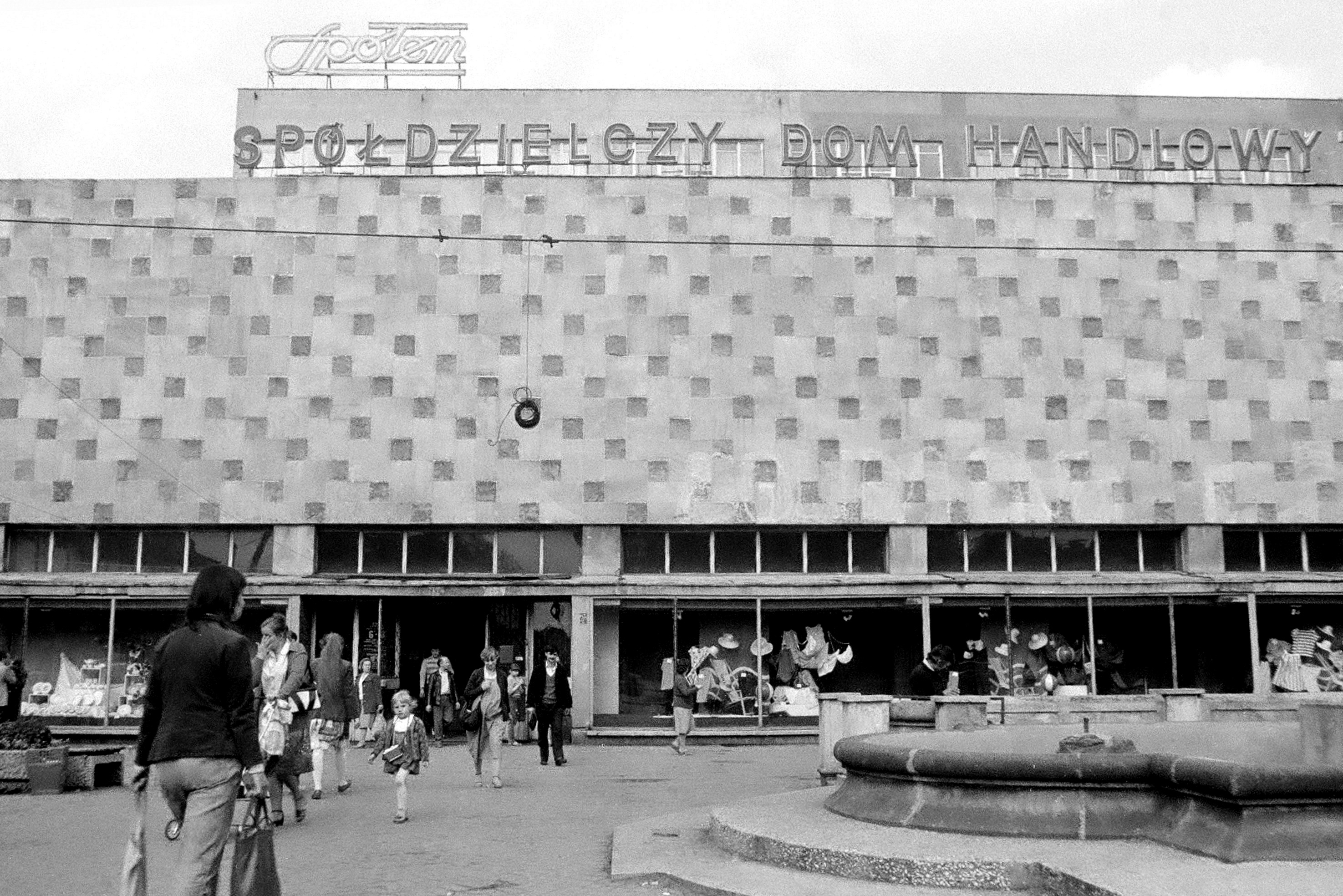
SDH „Kokos” w Gorzowie Wlkp. (1985)

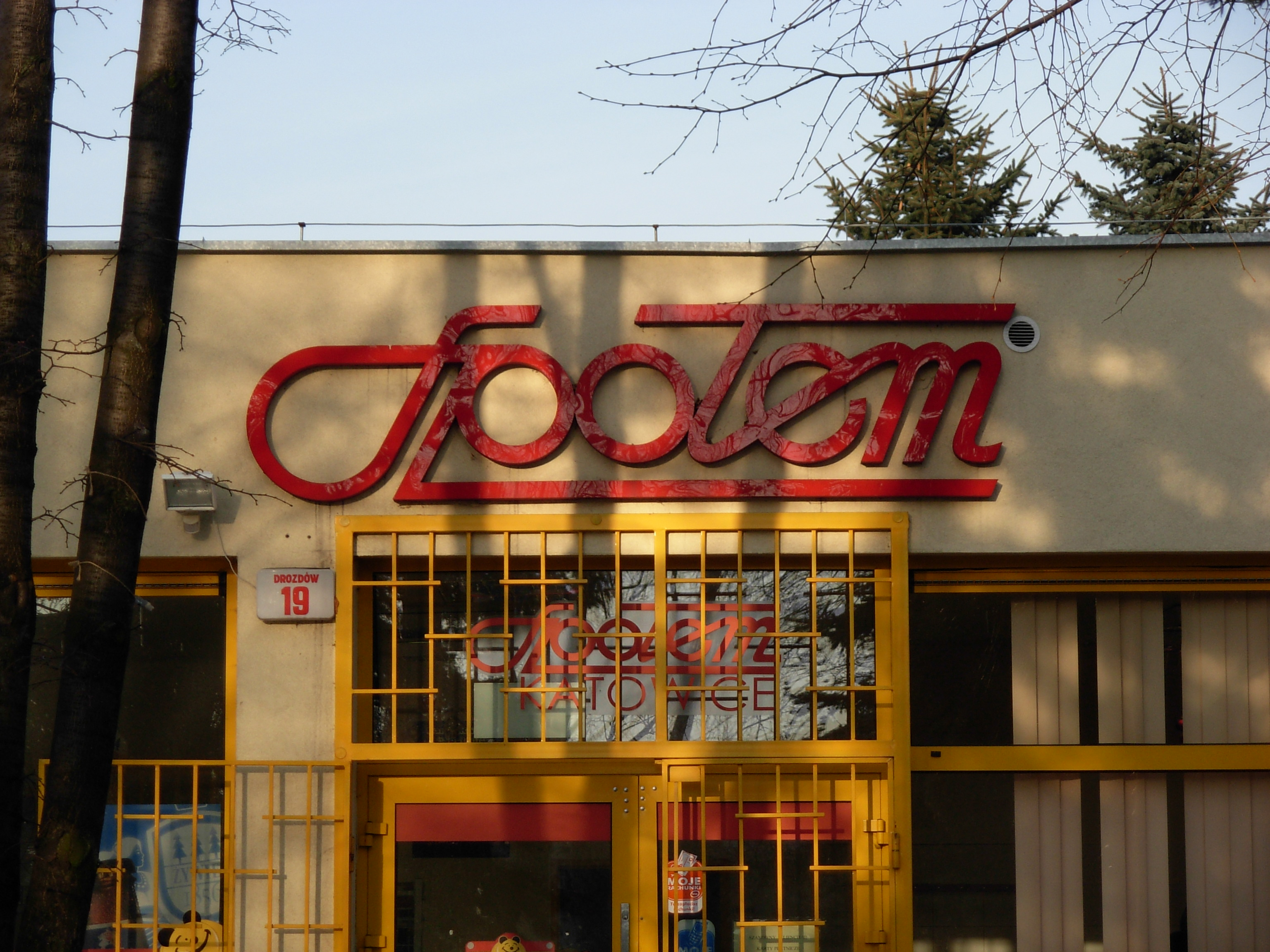
Sklep Społem. Katowice-Brynów

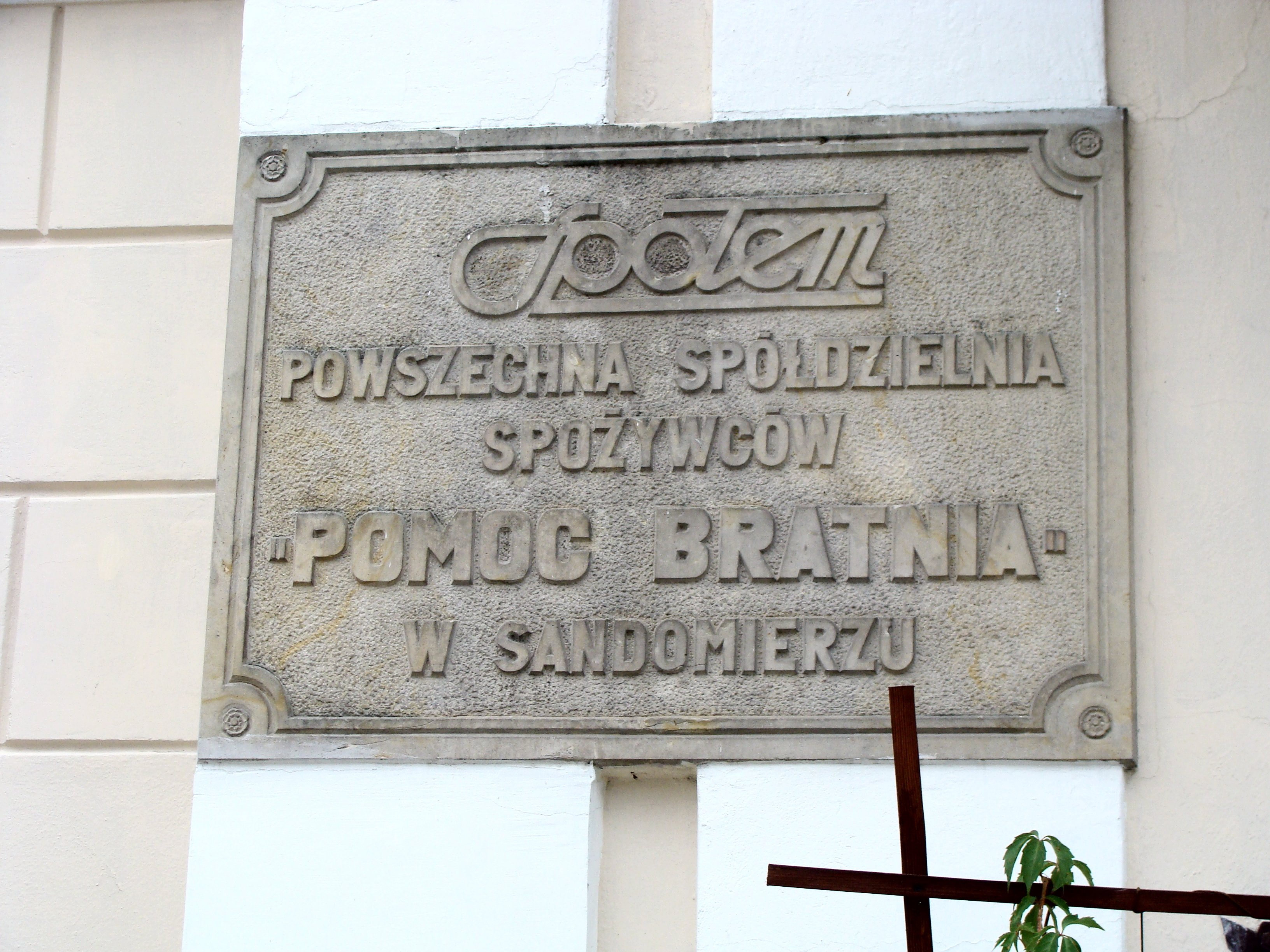
Społem w Sandomierzu

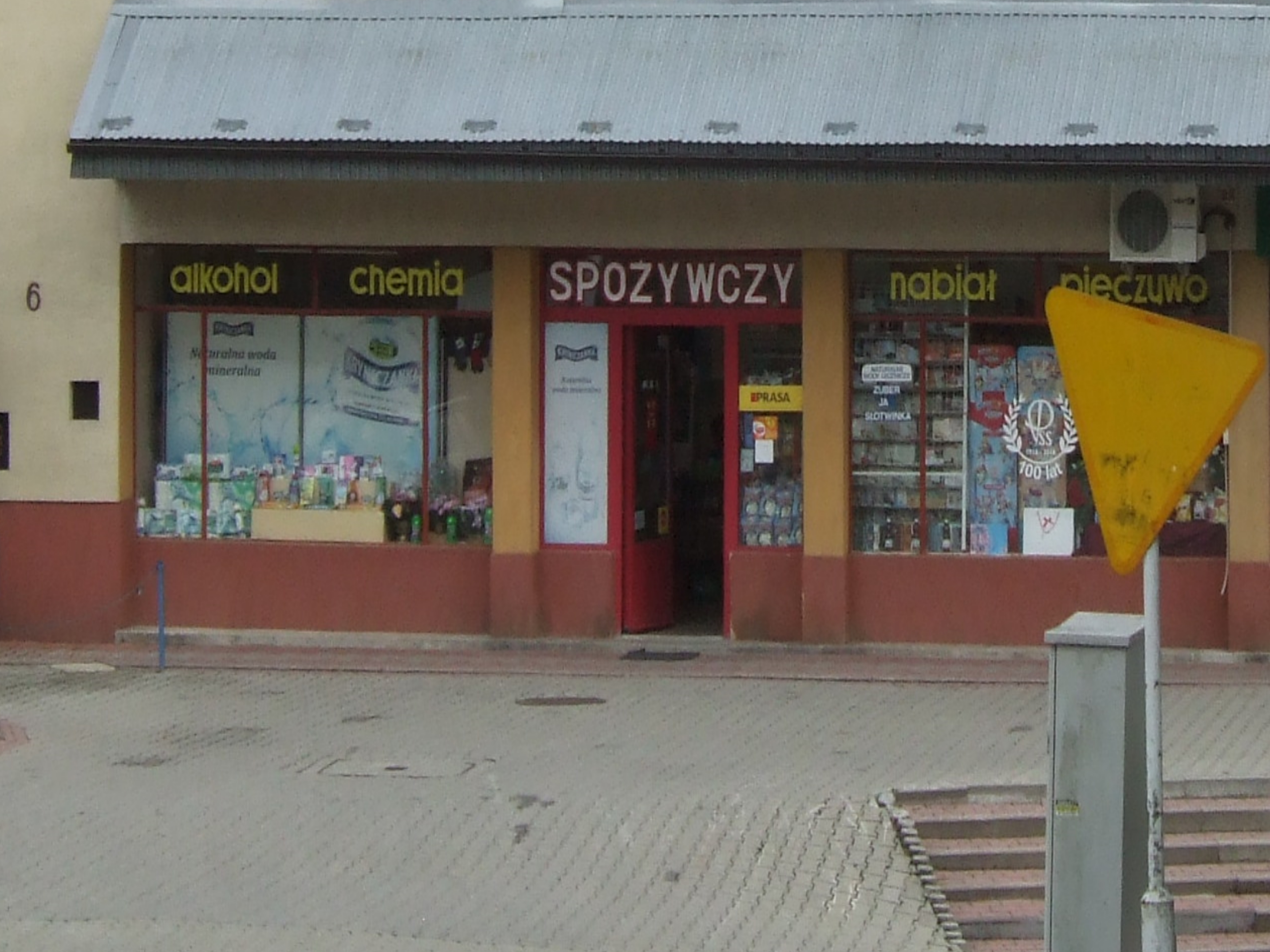
Jeden ze sklepów ZSS w Krynicy Zdroju.

Krajowy Związek Rewizyjny Spółdzielni Spożywców „Społem” (KZRSS „Społem”) – spółdzielczy związek rewizyjny (spółdzielnia osób prawnych), zrzeszający spółdzielnie spożywców działające pod tą marką w Polsce od 1868 r. Związek działa w oparciu o ustawę Prawo spółdzielcze, pełni funkcje rewizyjne i patronackie prowadząc na rzecz zrzeszonych spółdzielni działalność instruktażową i doradczą oraz kulturalno-oświatową.
KZRSS „Społem” został zarejestrowany w styczniu 1992; jest członkiem Międzynarodowego Związku Spółdzielczego.

## Historia
W każdym z zaborów na powstanie i rozwój spółdzielczości miały wpływ odmienne uwarunkowania prawne, polityczne i gospodarcze. Wspólny był patriotyczny charakter ruchu spółdzielczego, dający możliwości samoobrony gospodarczej i politycznej przed uciskiem administracji każdego z państw zaborczych. W 1869 roku zostały założone pierwsze stowarzyszenia spożywcze: „Merkury” w Warszawie, „Oszczędność” w Radomiu, i „Zgoda” w Płocku. Pomysłodawcą nazwy był Stefan Żeromski, który nazwą „Społem” zatytułował pierwszy dwutygodnik propagujący ideę spółdzielczości, wydany w 1906 r.
W Polskiej Rzeczypospolitej Ludowej sieć spółdzielni „Społem” została dostosowana do województw. WSS „Społem” wybudowały szereg wielkich modernistycznych domów towarowych, m.in. Spółdzielczy Dom Handlowy „Zenit” w Katowicach (1962), Spółdzielczy Dom Handlowy „Merkury” w Warszawie (1964), Spółdzielczy Dom Handlowy „Central” w Łodzi (1972), Spółdzielczy Dom Handlowy „Kokos” w Gorzowie Wielkopolskim (1973), Spółdzielczy Dom Handlowy „Skarbek” w Katowicach (1975), Spółdzielczy Dom Handlowy „Uniwersam” w Toruniu (1980).
- 1906 – z inicjatywy Edwarda Abramowskiego, Romualda Mielczarskiego i Stanisława Wojciechowskiego w Warszawie powstało Towarzystwo Kooperatystów jako ośrodek inspirujący i kierujący dla ruchu założycielskiego spółdzielni spożywców, zaczął się ukazywać tygodnik „Społem” (nazwę wymyślił Stefan Żeromski)
- 1908 – w Warszawie odbył się I Zjazd Stowarzyszeń Spożywczych, w którym wzięło udział 423 delegatów z 248 spółdzielni spożywców, utworzono Biuro Informacyjne Stowarzyszeń Spożywczych przy Towarzystwie Kooperatystów
- 1909 – Biuro Informacyjne złożyło do zatwierdzenia statut Warszawskiego Związku Stowarzyszeń Spożywczych
- 1911 – władze carskie zatwierdziły Warszawski Związek Stowarzyszeń Spożywczych
- 1919 – zmiana nazwy na: Związek Polskich Stowarzyszeń Spożywców (ZPSS)
- 1920 – ustawa o spółdzielniach określiła zasady funkcjonowania spółdzielczych związków rewizyjnych
- 1925 – na Zjeździe Połączeniowym w Warszawie powstał Związek Spółdzielni Spożywców Rzeczypospolitej Polskiej (ZSS RP), w skład którego weszły: Związek Polskich Stowarzyszeń Spożywców, Związek Robotniczych Stowarzyszeń Spółdzielczych, Zespół Spółdzielni Pracowników Państwowych, Społecznych i Komunalnych
- 1926 – w skład Związku weszła Centrala Spożywczych Stowarzyszeń Spółdzielczych Robotników Chrześcijańskich
- 1935 – zmiana nazwy: „Społem” Związek Spółdzielni Spożywców RP („Społem” ZSS RP)
- 1944 – Kongres Spółdzielczości powołał „Społem” Związek Gospodarczy Spółdzielni RP i Związek Rewizyjny Spółdzielni RP
- 1948 – w miejsce dotychczasowych związków powstała Centrala Spółdzielni Spożywców „Społem” (CSS „Społem”)
- 1949 – zmiana nazwy: Związek Spółdzielni Spożywców (ZSS)
- 1957 – zmiana nazwy: „Społem” Związek Spółdzielni Spożywców („Społem” ZSS)
- 1973 – zmiana nazwy: „Społem” Centralny Związek Spółdzielni Spożywców („Społem” CZSS)
- 1989 – zmiana nazwy: „Społem” Związek Spółdzielni Spożywców w Warszawie („Społem” ZSS)
- 1990 – ustawa o zmianach w organizacji i działalności spółdzielczości nakazała likwidację wszystkich centralnych związków spółdzielczych
- 1991 – Zjazd Założycielski w Warszawie, na którym 122 spółdzielnie utworzyły Krajowy Związek Rewizyjny Spółdzielni Spożywców „Społem” (KZRSS „Społem”)
- 1992 – zarejestrowanie KZRSS „Społem”, przejęcie składników majątkowych likwidowanego „Społem” ZSS

### „Społem” w Poznaniu
Pierwszą siecią sklepów w Poznaniu były sklepy „Społem”. Ich historia zaczęła się 29 sierpnia 1919 roku po powstaniu Spółdzielni Spożywców „Zgoda”. Została ona zawiązana przez 105 poznaniaków chcących stworzyć dobrze prosperującą sieć sklepów. Początkowo spółdzielnia dysponowała tylko dwiema placówkami handlowymi, zlokalizowanymi przy ulicach Górna Wilda i Łazarskiej.
Dwadzieścia lat później (w 1939 roku) sieć ta liczyła już 56 sklepów i blisko 40 tysięcy członków.
W I połowie 1948 roku połączono 6 działających w Poznaniu spółdzielni w Powszechną Spółdzielnię Spożywców, a w 1957 roku zmieniono jej nazwę na Poznańską Spółdzielnię Spożywców.
W 1959 roku powstały w Poznaniu pierwsze spółdzielcze sklepy samoobsługowe (samy, supersamy i megasamy).
W grudniu 1975 roku spółdzielnia uruchomiła megasam „Meteor”, który był największym sklepem w mieście (2850 m² powierzchni). Placówka ta spłonęła w pożarze we wrześniu 1997 roku.
W 1983 roku sieć handlowa zmieniła nazwę na „Społem” Poznańską Spółdzielnię Spożywców. Zrzeszała ona wówczas 61 860 członków i dysponowała 676 sklepami. Była monopolistą na poznańskim rynku (jedynym konkurentem były państwowe sklepy Miejskiego Handlu Detalicznego Artykułami Spożywczymi). Spółdzielnia miała wyłączność na handel takimi artykułami, jak Pepsi-Cola, kubańskie pomarańcze, ocet czy pasta BHP do rąk.
W ciągu dziewięciu lat (1984−1993) liczba placówek sieci spadła do 166, a liczba członków – do 3329.

## Stan obecny
Pod marką Społem działa 371 mniejszych spółdzielni. Mają one sklepy spożywcze, ale często zajmują się też inną działalnością, chociażby wynajmem powierzchni biurowych. Spółdzielców zrzesza z kolei Krajowy Związek Rewizyjny Spółdzielców Spółdzielni „Społem”. Są też spółdzielnie spożywców, które do niego nie należą. Wśród nich jest na przykład stołeczna Hala Kopińska czy spółdzielnia „Supersam” z ulicy Puławskiej w Warszawie.

### Sklepy „Społem” w Poznaniu
W lutym 2010 roku spółdzielnia miała 69 sklepów i zrzeszała 1024 udziałowców. Wśród placówek handlowych sieci było 8 supermarketów funkcjonujących w miejscu dawnych super- i megasamów: Bartek, Beta, Iwa, Jowisz, Kasia, Kącik, Newa i Słowianin.

### Sklepy „Społem” w Tomaszowie Mazowieckim

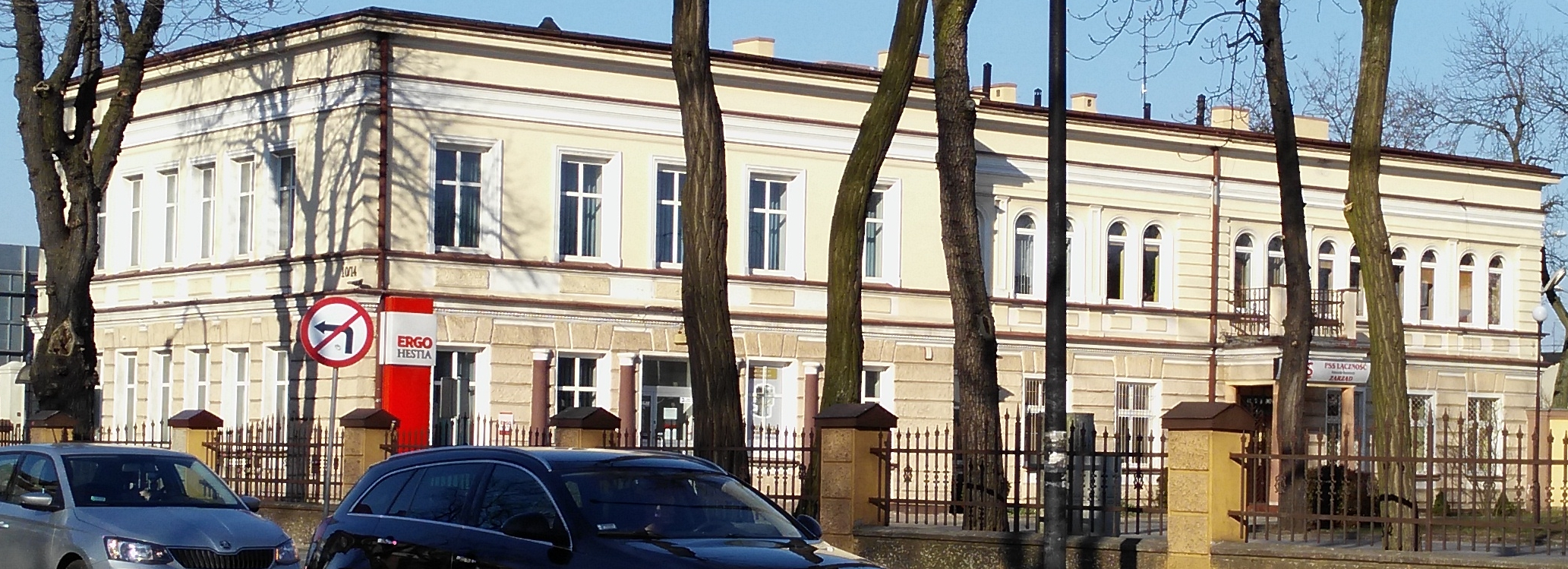
Willa Dawida Bornsteina, dziś siedziba zarządu regionalnego PSS Społem i Hestii

W Tomaszowie Mazowieckim działa 12 sklepów spożywczych „Społem”. Stosunkowo liczna sieć obiektów spowodowała utworzenie regionalnego zarządu, a następnie samodzielnej spółdzielni, której siedziba mieści się w centrum miasta w willi Dawida Bornsteina przy ul. Warszawskiej 10/14.

### Sklepy „Społem” w Warszawie
Obecnie na terenie Warszawy działa 6 spółdzielni „Społem” zrzeszonych w KZRSS „Społem”, które łącznie posiadają ponad 80 spółdzielczych sklepów spożywczych i przemysłowych:
- Społem WSS Praga-Południe – 22 sklepy oraz Spółdzielczy Dom Handlowy „Universam Grochów”[7]
- Społem WSS Śródmieście – 14 sklepów oraz Spółdzielczy Dom Handlowy „Hala Mirowska”[8]
- Społem WSS Wola – 21 sklepów oraz bazar na Kole[9]
- Społem WSS Żoliborz – 6 sklepów oraz bar mleczny „Sady”[10]
- Spółdzielnia Mokpol – 13 sklepów[11]
- Spółdzielnia „Hale Banacha” – hala spożywcza i hala przemysłowa[12]